# Enskede gårds gymnasium
Enskede gårds gymnasium är en kommunal gymnasieskola belägen vid Palmfeltsvägen 111-121 vid Enskede gård i Stockholm, verksam i Enskede-Årsta-Vantör.